# Judentum in Afrika
Das Judentum in Afrika hat drei unterschiedliche Ausprägungen:
- Verstreut lebende afrikanische Bevölkerungsgruppen, die eine Zugehörigkeit zur Nachkommenschaft des alten Israel oder auf andere Weise zum Judentum – eigentlich „Israelitentum“ – behaupten und Bräuche pflegen, von denen man eine Verwandtschaft mit jüdisch-israelitischen Bräuchen annehmen kann. Allein die aus Äthiopien stammenden Beta Israel werden vom Staat Israel und der internationalen jüdischen Gemeinschaft als Juden anerkannt.

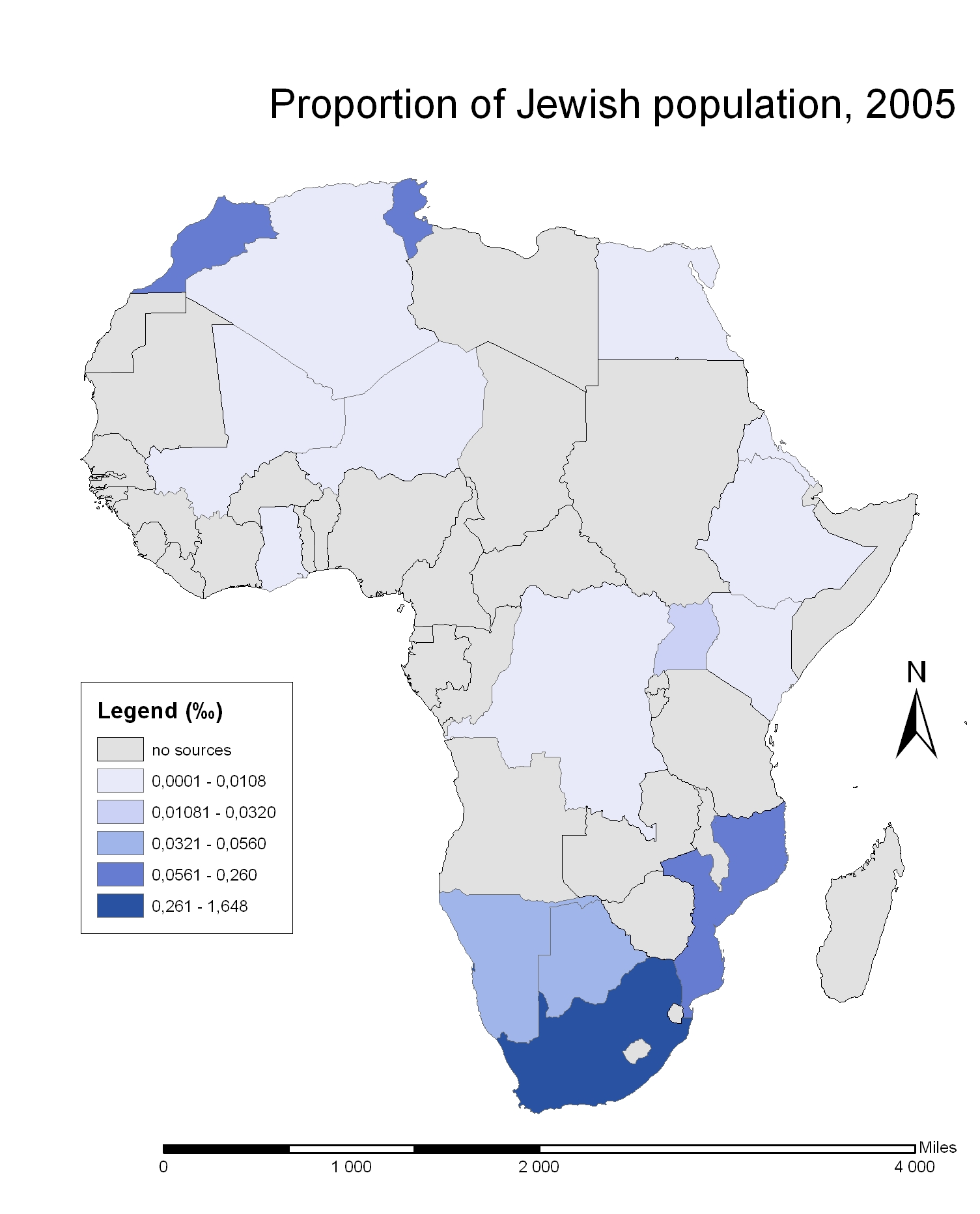
Jüdischer Bevölkerungsanteil in den Staaten Afrikas 2005

- Die Sephardim und Mizrahim, die überwiegend in Nordafrika leben. Viele von ihnen sind nach Israel und Frankreich, aber auch nach Kanada, Brasilien und den USA ausgewandert.
- Die Aschkenasim, die als europäische Kolonisten nach Afrika gekommen sind.

## Afrikanische Gruppen

### Beta Israel
Die äthiopischen Beta Israel oder Falascha wurden 1975 von der israelischen Regierung als „amtliche“ Juden anerkannt. Sie gelten nach einer Entscheidung des israelischen sephardischen Oberrabbiners (Rischon LeZion) Ovadja Josef als Nachkommen des Stammes Dan, eines der zehn verlorenen Stämme Israels. Historische und genetische Anhaltspunkte lassen jedoch einen anderen Ursprung vermuten.
Heute leben die meisten von ihnen in Israel, nachdem sie per Luftbrücken aus Äthiopien heraustransportiert wurden.
Rabbi Yosef verfügte eine pro forma Konversion zum Judentum aller Beta Israel nach ihrer Ankunft im Staat Israel und eine Unterwerfungserklärung unter die Lebensweise der Halacha, bzw. Lehre und Praxis des orthodoxen rabbinischen Judentums. Zahlreiche rabbinische Behörden sehen die Konversion zum Judentum nicht als pro forma, sondern real an.
Die Praxis der Beta Israel unterscheidet sich in bestimmten Bereichen erheblich von denen anderer Formen des Judentums, da die Beta-Israel-Gemeinde in Äthiopien zumeist in Unkenntnis des Talmud gelebt hatte.
Sie besaßen jedoch ihr eigenes mündlich tradiertes Gesetz, das zuweilen dem der Karäer ähnelte. Jedoch interpretierten ihre Ältesten oder die Priesterkaste, die „kessim“ oder „qessotch“, das biblische Gesetz des Tanach in einer nicht vollständig abweichenden Weise von dem, was andere rabbinisch-jüdische Gemeinden in anderen Teilen der Welt praktizierten. In diesem Sinn verfolgen die Beta Israel eine dem Talmud ähnliche Tradition, obgleich sie zuweilen im Gegensatz zu Lehre und Praxis anderer jüdischer Gemeinden weltweit steht. Heute sind sie eine Gemeinde im Fluss und haben mit vielen kessim das „normative“ Judentum übernommen, während andere Traditionalisten auf der Beibehaltung ihrer eigenen und eindeutigen Form des Judentums bestehen, wie sie in Äthiopien und in Eritrea geübt wird.
Die nach Israel eingewanderte äthiopische jüdische Jugend passte sich zum einen der in Israel herrschenden Form des orthodoxen Judentums an, während sich andere am weltlichen Lebensstil in Israel orientierten.

### Lemba
Die Lemba sind eine Volksgruppe im südlichen Afrika, die sich zum Teil auf arabische, zum Teil auf jüdische Ursprünge zurückführen. Obgleich sie die Bantusprache wie ihre Nachbarn sprechen, pflegen sie spezifische religiöse Praktiken, die denen des Judentums ähnlich sind und auf einen Ursprung im Nahen Osten oder in Nordafrika deuten.
Interkulturelle Ehen mit Nicht-Lemba sind tabu, so dass es besonders für männliche Nicht-Lemba schwer ist, Teil der Volksgruppe zu werden. Das Vorhandensein des CMH-Haplotyps auf dem Y-Chromosom wurde als genetische Verwandtschaft über den Aaron des Y-Chromosoms mit den Kohanim, den Nachfahren der jüdischen Priester, interpretiert. Allerdings ist dieser Haplotyp nicht auf die Kohanim beschränkt, sondern kommt auch sonst im Nahen Osten vor, und ist deshalb nicht geeignet, eine jüdische Abstammung sicher nachzuweisen. Neuere detailliertere genetische Untersuchungen haben gezeigt, dass die spezielle, für die Kohanim typische Variante des CMH-Haplotyps bei den Lemba nicht vertreten ist. Hinsichtlich der Blutgruppen und Blutserenproteine wie auch der über die weibliche Linie weitergegebenen mitochondrialen DNS unterscheiden sich die Lemba nicht von ihren afrikanischen Nachbarn. Man geht daher von einem genetischen Einfluss arabischer Männer aus, vermutlich über den arabischen Handel an der Ostküste Afrikas.
Obgleich eine beträchtliche Mehrheit der Lemba keinen Widerspruch sehen, ihr vermeintliches hebräisches Erbe gleichzeitig mit der Ausübung des Christentums oder des Islam zu proklamieren, gab es später eine Bewegung in Richtung des Mainstream-Judentum, und organisierte Maßnahmen, die sie unterstützten, Vollmitglieder der weltweiten jüdischen Gemeinschaft zu werden.

### Abayudaya

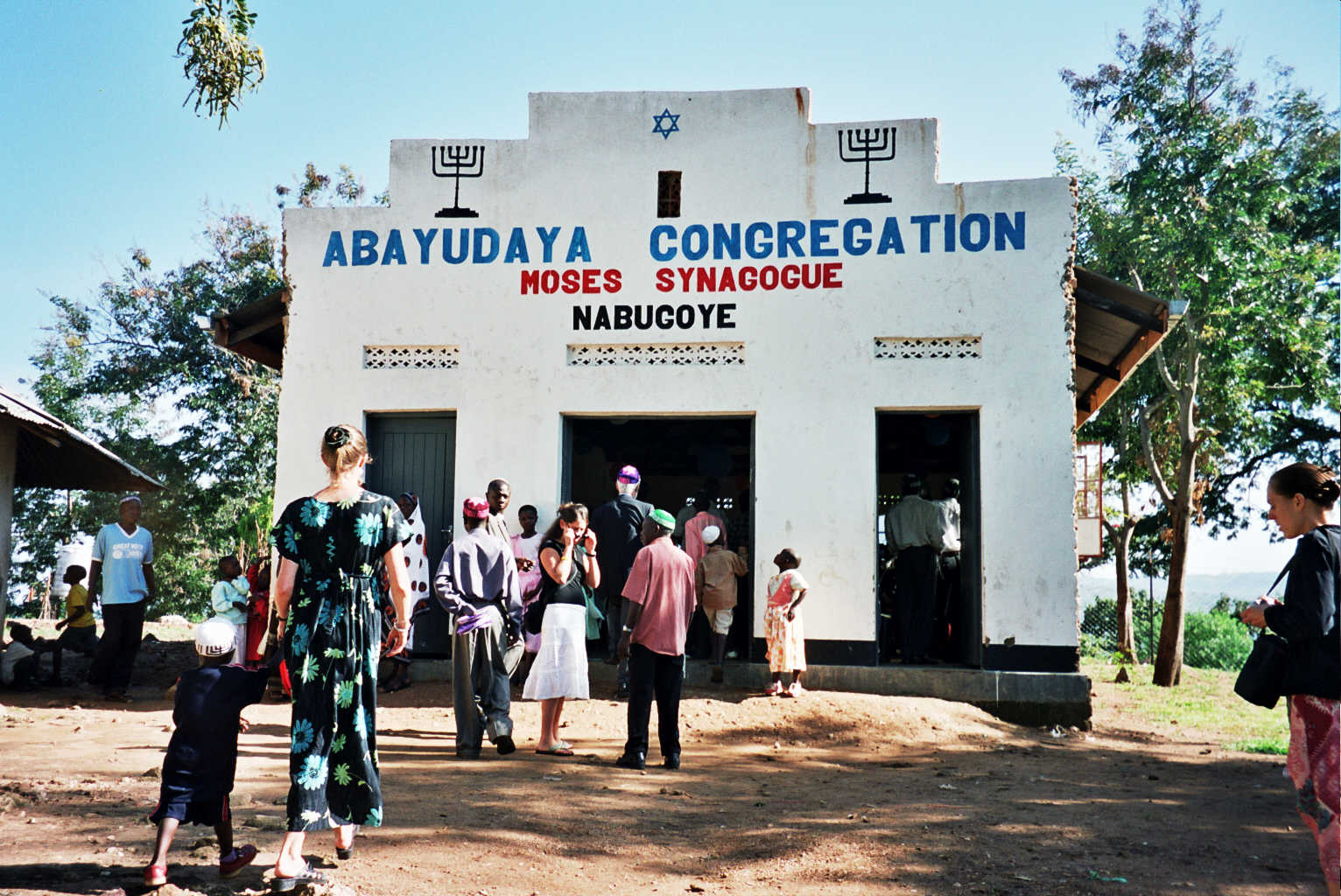
Synagoge der Abayudaya-Gemeinde bei Mbale, Uganda

Die Abayudaya (Kinder von Juda) leben am Fuß des Mount Elgon in Uganda. Sie sind eine etwa 1500 Mitglieder starke Gruppe, die seit 1919 zum Judentum konvertiert ist. Als Juden werden sie nur teilweise anerkannt.

### Kanaanäisch-israelitische Gesellschaft Westafrikas
Bis zur Mitte des 20. Jahrhunderts beherrschte die Vorstellung massiver Fremdeinflüsse das Bild, das man sich von der Geschichte Afrikas machte. Dabei spielte auch die Idee israelitischer Abwanderungen nach Afrika eine gewisse Rolle sowie Einflüsse der kanaanäischen Kultur, die durch die phönikische Expansion von 1000 bis 500 v. Chr. vermittelt wurden. Diese Ansätze wurden jedoch in nachkolonialer Zeit nur noch selten akzeptiert. In jüngerer Zeit nahm sie unter anderem Dierk Lange wieder auf und begründete sie neu. Andere Historiker Afrikas wie Christopher Ehret gehen weiterhin von der Isolation Afrikas von der antiken Weltgeschichte aus und ignorieren dementsprechend die Thematik der Israeliten im subsaharanischen Afrika.
Die spärlichen Berichte der arabischen Geographen zum mittelalterlichen Westafrika erwähnen jüdische Gemeinden lediglich für den Westen des Bilad al-Sudan im Bereich des heutigen Mali. Für das viel direkter von Abwanderungen aus dem alten Vorderen Orient betroffene Tschadseegebiet fehlen derartige Informationen. Hier lassen nur verschiedene innere Überlieferungen auf bedeutende israelitische Einflüsse schließen, deren Datierung auf Immigrationen im Anschluss an den Zerfall des assyrischen Weltreiches am Ende des 7. Jahrhunderts v. Chr. zurückführt.

### Juden in Westafrika
Der in Palermo lebende Geograph al-Idrisi schreibt 1154 in Bezug auf das Gebiet des westlichen Nigerbogens, dass es dort die Städte Malal (Mali) und Do gäbe, die vier Tagereisen voneinander entfernt lägen. Die Einwohner der beiden Städte seien Juden, aber sie seien von Ignoranz und Unglauben befallen. Auch die Einwohner des geheimnisvollen Landes Qamnuriya, dessen Lage spekulativ mit dem Ghana-Reich in Verbindung gebracht wurde, sollten Juden gewesen sein, aber ihre Religion sei so verworren, dass sie letztendlich an gar nichts glaubten. Der zeitgleich mit al-Idrisi schreibende andalusische Geograph al-Zuhri bietet folgende Information: „Die Einwohner von Amima (Mema) bekennen sich zum Judentum. Man erreicht ihr Land über Gao und Wargla. Sie sind die ärmsten der Schwarzen. Sie lesen die Tora.“ Bei anderen mittelalterlichen arabischen Autoren finden sich nur wenige Erwähnungen von schwarzafrikanischen Juden. Diese wenigen Hinweise wurden gesammelt und häufig mit mündlichen Überlieferungen, die aus dem 20. Jahrhundert stammten, recht unkritisch in Geschichtsdarstellungen miteinander verbunden.
Es gibt eine maurische Tradition, nach der eine frühere, Bafour genannte Urbevölkerung neben anderen Zuschreibungen auch Juden gewesen seien, ebenso seien die Iggawen (mauretanische Griots) oder die Mallimin (Schmiede, beide auf der untersten sozialen Stufe) ursprünglich Juden gewesen. Solche Topoi dürften wie die in Reiseberichten verbreiteten Geschichten über Hundsköpfige und Amazonen ins Reich der Fabel gehören. Dagegen ist sehr wahrscheinlich, dass es jüdische Kaufleute aus dem Maghreb gab, die im 12. Jahrhundert im Saharahandel tätig waren.
Nach den arabischen Aufzeichnungen des Tarikh al-Fattash (ca. 1665) und Tarikh al-Sudan (ca. 1655) gab es jüdische Gemeinden in den alten Reichen Ghana, Mali und Songhai. Eine solche Gemeinde soll von einer Gruppe ägyptischer Juden gegründet worden sein, die scheinbar über die Sahara und die Sahelzone nach Mali einwanderte. Das Manuskript C des Tarikh al-Fattash beschreibt eine Bani Israel genannte Gemeinde, die 1402 im Seengebiet des Niger in Tendirma bestand, 333 Brunnen besaß und sieben Prinzen sowie ein Heer hatte.
Anderen Quellen zufolge wurden weitere jüdische Gemeinden der Region durch Wanderungsströme aus Marokko, Ägypten, Portugal und evtl. aus Gojjam, Äthiopien gegründet. Von einigen Gemeinden heißt es, sie bestünden aus einer Gruppe bestimmter Berberjuden wie die Tuareggruppe der Idaksahak oder Iddao Ishaak („Söhne des Isaak“). Zur Erklärung ihres Ursprung sind drei Möglichkeiten in Betracht zu ziehen: Sie waren Einwanderer aus vorchristlicher Zeit, sie flohen vor den arabisch-islamischen Invasionen Nordafrikas im 7. und 11. Jahrhundert n. Chr. nach Westafrika oder sie wurden von späteren Handelsreisenden aus Nordafrika beeinflusst.

### Igbo-Juden in Nigeria
Etwa 30.000 der 30 Millionen Igbo (veraltet Ibo) von Nigeria praktizieren Teile des jüdischen Ritus und beanspruchen, Nachfahren nordafrikanischer, ägyptischer oder vorderorientalischer Juden zu sein. Dementsprechend nimmt man entweder einen antiken oder einen mittelalterlichen Ursprung an. Der Ethnologe Dierk Lange, der für die ebenfalls in Südnigeria lebenden Oyo-Yoruba eine teilweise Abstammung von den 722 v. Chr. aus dem israelitischen Nordreich deportierten Israeliten annimmt, vermutet einen ähnlichen Ursprung bei den israelitischen Elementen der Igbo.
Mangels einer offiziellen Zählung in der Region ist nicht bekannt, wie viele nigerianische Igbos sich selbst als Israeliten oder Juden bezeichnen. Zurzeit gibt es 26 Synagogen verschiedener Größe, schätzungsweise 30.000 Igbos üben irgendeine Form des Judentums aus.

### Bnai Ephraim in Nigeria
Die Bnai Ephraim („Kinder von Ephraim“) leben unter dem Volk der Yoruba in Nigeria. Sie zählten 1930 ungefähr 2000 Personen in 400 Familien in 20 kleinen Dörfern im Ondo Distrikt in Südwestnigeria. Nach ihren Überlieferungen gelangten sie im 16. Jahrhundert nach der Vertreibung der Juden aus Spanien im Jahr 1492 über Marokko nach Nigeria. Ihre Sprache ist eine Mischung des marokkanischen Arabisch mit Yoruba, jedoch mit aramäischen Elementen, wie  ima  für „Mutter“. In ihren Ansichten und den meisten Bräuchen unterscheiden sie sich nicht nennenswert von ihren Yoruba-Nachbarn, aber die Yoruba nennen sie Emo Yo Quaim – die „merkwürdigen Leute.“ Sie selbst nennen sich Bnai Ephraim und bewahren Kopien von Teilen der Torah in ihren Schreinen auf. Die Bnai Ephraim sind die einzige abgesonderte Volksgruppe unter den Yoruba.

### Juden in Kamerun
Es gibt Vermutungen, dass das Judentum über Kaufleute aus Ägypten nach Kamerun kam. Quellen zufolge haben diese Gemeinden Bräuche wie die Trennung von Milch- und Fleischprodukten beachtet sowie einen Tefillin getragen. Auch wird behauptet, Juden wanderten auf ihrer Flucht vor der islamischen Eroberungen Nordafrikas in Kamerun ein.
Die Behauptung einer jüdischen Präsenz in Kamerun stammt von Rabbi Yisrael Oriel. Rabbi Oriel, früher Bodol Ngimbus-Ngimbus, wurde im Ba-Saa Stamm geboren. Das Wort Ba-Saa sei hebräisch für „auf der Reise“ und bedeute Segen. Rabbi Oriel behauptet die levitische Nachkommenschaft von Mose. Angeblich unternahm Rabbi Oriel 1988 seine Alija nach Israel und soll dort vom sephardischen Oberrabbiner ordiniert und zum Rabbiner der nigerianischen Juden ernannt worden sein.
Rabbi Oriel behauptet, 1920 hätten 400.000 „Israeliten“ in Kamerun gelebt, und er könne ihren jüdischen Status gemäß den mittelalterlichen rabbinischen Quellen beweisen. Bis 1962 habe sich die Zahl wegen Konversion zum Christentum und zum Islam auf 167.000 verringert. Sie wurden bisher nicht halachisch anerkannt.

### Tutsi
Die etwa 2,5 Millionen Tutsi von Ruanda, Uganda und Burundi sind überwiegend römisch-katholischen Glaubens, mit einer erwähnenswerten Minderheit, die dem Islam anhängt. Seit den 1980er-Jahren ist jedoch in Kreisen von Tutsi-Intellektuellen eine Bewegung entstanden, die sich nach dem mythischen Land Hawila der Bibel (Gen 2,11 ) benennt und für die Tutsi eine jüdische Abstammung postuliert.
Nach der Darstellung eines ihrer Wortführer, des Linguisten Jean („Yochannan“) Bwejeri, sollen die jüdischen Vorfahren der Tutsi schon seit mosaischer Zeit das vielfach in der Bibel erwähnte, von Bwejeri mit Hawila gleichgesetzte Königreich Kusch (Äthiopien) im Becken des Weißen Nil beherrscht und nach der Zerstörung dieses Reichs 1270 n. Chr. dann in das Gebiet der Großen Seen, ins heutige Burundi, Ruanda, in Teile von Uganda, Tansania und des Kongo gezogen sein. Bwejeri beruft sich unter anderem auf angebliche sprachliche Übereinstimmung zwischen der Sprache der Tutsi und dem Hebräischen sowie auf das Zeugnis von Eldad ha-Dani, einem jüdischen Reisenden des 9. Jahrhunderts, der jüdische Gemeinden in Tunis und Maghreb besuchte und sich dort, der mittelalterlichen Überlieferung zufolge, als Abkömmling des Stammes Dan und Einwohner eines von fünf benachbarten afrikanischen Reichen verlorener Stämme Israels im Lande Hawila ausgab.
Das von der Bewegung gegründete Havila-Institut in Brüssel hat nach eigenen Angaben rund 200 Mitglieder unter den ungefähr eintausend Tutsi-Flüchtlingen in Belgien. Es hat sich zur Aufgabe gesetzt, diejenigen Tutsi (Batutsi) Ruandas und Burundis zu unterstützen, die „trotz Christianisierung im 19. und Völkermord Ende des 20. Jahrhunderts eine Erinnerung an eine hebräische Vergangenheit bewahrt haben und sich als Nachkommen der Stämme Juda und Dan betrachten“. Aus der Sicht von Kritikern handelt es sich um eine extremistische Bewegung, die durch Konstruktion einer neuen Identität der Tutsi als eines auserwählten, anderen Ethnien überlegenen Volkes mit territorialen Ansprüchen auf ein Großreich Hawila die Konflikte der Region schürt.

### Das Reich Kanem
Für das Reich Kanem östlich des Tschadsees belegt die Staatschronik, der Diwan, die große Bedeutung, die die Sefuwa-Herrscher des Reiches einer Abstammung aus Israel beimaßen. Danach soll ihr Stammvater Sef ein Nachkomme der 18 namentlich genannten biblischen Patriarchen von Adam bis Abraham gewesen sein. Unter dem Einfluss des postkolonialen Paradigmas der Historiographie Afrikas war man bisher der Ansicht, dass diese Namen aus dem arabischen Schrifttum entlehnt sein müssten. Verschiedene Besonderheiten der überlieferten Patriarchennamen, die als authentisch anzusehen sind, deuten jedoch auf eine innere, vorarabische schriftliche Überlieferung in Hebräisch. Auch der aus dem Sumerischen abgeleitete mündliche Zweitname der Chronik, Girgam, weist auf eine dem Arabischen vorhergegangene Schrifttradition des Tschadreiches Kanem-Bornu.
Die Schriftquellen der inneren Überlieferung berichten übereinstimmend von der Zerstörung des Mune-Nationalheiligtums durch den radikalislamischen Reformkönig Dunama II. (1203–1242). Obgleich sie fest in der islamischen Tradition stehen, kritisieren sie diese Gewalttat, die die Einheit der politischen Führungsschicht des Reiches vernichtete. Der wichtigste Chronist des Tschadreiches, der Großimam Ibn Furtu, bezeichnet 1578 die 350 Jahre zuvor erfolgte Zerstörung des Mune als monumentalen Fehler mit Konsequenzen, unter denen das Volk bis zu seiner Zeit zu leiden hätte. Bei der Darlegung der Bedeutung des Mune erwähnt er beiläufig, dass es sich um die Bundeslade des israelitischen Königs Saul handelte. Sie habe für die Einwohner des Tschadreiches die gleiche religiöse Bedeutung wie die Sakina (Bundeslade) für den Propheten Mohammed.
Einen weiteren Hinweis auf die Bedeutung der israelitischen Tradition für die Einwohner des Tschadreiches, die heutigen Kanuri, bietet die mündliche Überlieferung, der zufolge die Herrschaft über das Tschadreich auf Bremi, d. h. Abraham, zurückführe. Sef und Dugu, die Stammväter der beiden Führungsklans des Tschadreiches, seien seine Zeitgenossen. Daraus ist zu ersehen, dass nicht nur die herrschende Dynastie der Sefuwa, sondern das gesamte Staatswesen von Kanem-Bornu in einer israelitischen Tradition verwurzelt ist. Dennoch war Kanem, wie aus den Beschreibungen der
arabischen Geographen hervorgeht, kein rein israelitischer oder gar jüdischer Staat. Das Ineinanderwirken israelitischer und kanaanäischer Elemente machten ihn zu einem Staat der kanaanäisch-israelitischen Tradition.

### Die Hausastaaten
Im Gegensatz zum Großreich Kanem-Bornu zeichneten sich die Hausastaaten durch ihre Aufteilung in verschiedene Stadtstaaten aus. Der im Nordwesten gelegene kleine Stadtstaat Daura galt als traditionelles Zentrum dieser Staatenwelt. Hier wird auch die für alle Hausastaaten maßgebliche Bayajidda-Legende überliefert, die als kanaanäisch-israelitische Gründungscharta der Hausastaaten anzusehen ist. Ihr wichtigstes kanaanäisches Element besteht in der Drachentötung. Als ihr zentrales israelitisches Erbe ist die namentlich leicht entstellte Abraham-Sara-Hagar-Erzählung anzusehen, wonach die Staatenwelt des Zentralsudan zur einen Hälfte aus der Nachkommenschaft des älteren Sohnes der Hagar/Bagwariya und zur anderen aus der Nachkommenschaft des legitimeren Sohnes der lokalen Königin, der Sara/Magajiya, hervorgegangen sei.
Man könnte der Ansicht sein, es handle sich bei der Hausatradition um eine oberflächliche Erzählung, die nur zufällige Ähnlichkeiten mit der Abraham-Erzählung des Alten Testaments aufweist. Bemerkenswert ist jedoch, dass in beiden Fällen auf die regionale Völkerwelt Bezug genommen wird: hier die „sieben Hausa-“ und die „sieben Banza-Staaten“, dort die zwölf Stämme Israels und die zwölf Stämme der Araber. Zudem finden wir in beiden Fällen auch innere Vertreter der verpönten Außenseitergruppe: hier die verstreuten Azna-Klans innerhalb der „sieben Hausa“ und dort die verstreuten Leviten innerhalb der Stämme Israels. Die tiefe Verankerung der Hausa- und Azna-Klans innerhalb der Hausastaaten und der Hausagesellschaft legen einen Ursprung in der Gründungszeit dieser Staaten nahe, die gleichfalls in der Periode der phönikischen Expansion anzusetzen ist.
Die einzige Chronik aller Hausa-Staaten, die Kano-Chronik, bestätigt die Verankerung der Hausa-Geschichte in der israelitischen Tradition. Danach war der Gründer des Kano-Staates kein Geringerer als der israelitische König David, der hier den lokalen Namen Bagauda trägt. Weitere Namen der legendären Tradition der Stadt können mit Moses, Joschua und Salomo identifiziert werden. Offensichtlich war den frühen Chronisten daran gelegen, die Geschichte ihrer Stadt parallel zu Jerusalem darzustellen: So wie das jebusitisch-kanaaäische Jerusalem von David und den Israeliten erobert wurde, so wurde auch die lokale, polytheistische Gemeinde von Kano durch den wie ein Muslim auftretenden Bagauda belagert und letztlich von seinem Nachfolger eingenommen.

### Die Yoruba-Staaten
Während der Kolonialzeit waren Versuche, die Entstehung der Yoruba-Staaten aus Ägypten oder dem Vorderen Orient zurückzuführen, gang und gäbe. Unter dem Druck des postkolonialen Paradigmas wurden diese Versuche allesamt aufgegeben. Erst in letzter Zeit gibt es erneut Bestrebungen, die Verknüpfungen zwischen der Geschichte der Yoruba und der Antiken Welt zu thematisieren. Dabei fallen zunächst die Parallelen zwischen dem Pantheon der Yoruba und der kanaanäisch-phönikischen Götterwelt ins Auge. So erscheint der Hochgott Olodumare durchaus als eine Replik Els, Obatala als ein Pendant Jahwes und Melqarts und Yemoja als Entsprechung der Meeresgottheit Jamm/Tiamat. Diese Vergleiche geben eine generelle Parallelität mit der kanaanäisch-israelitischen Götterwelt zu erkennen, erlauben jedoch keine Schlussfolgerungen über präzise historische Zusammenhänge.
Die in Ile-Ife beheimatete große Schöpfungsmythologie der Yoruba bestätigt die Verwandtschaft mit der kanaanäisch-semitischen Welt. Danach entstand die Erde auf dem Urozean im Zusammenhang mit einem Streit zwischen dem Schöpfergott Obatala und dem Urgott Oduduwa. Der Streit ist noch heute Gegenstand genereller kultdramatischer Auseinandersetzungen zwischen den Vertretern der verschiedenen Kultgruppen der Stadt im Rahmen des Itapa-Neujahrsfestes. Da die Palastgruppen gleichfalls in diesen Streit involviert sind, muss es sich auch in diesem Fall um Vorstellungen handeln, die bis in die Gründungszeit des Stadtstaates von Ile-Ife zurückreichen.
Die Oraltraditionen des weiter nördlich gelegenen großen Königreichs Oyo der Yoruba ermöglichen eine einigermaßen genaue Datierung der über Ägypten nach Westafrika gelangten kanaanäisch-israelitischen Staatstradition. Nach einer Anknüpfung an die Götterwelt bezieht sich die Überlieferung zunächst auf den israelitischen Ahnherren Isaak (Ajaka) und dann auf das kurze Interregnum des assyrischen Eroberers Salmanassar III. (858–824 v. Chr.), der als Schango erinnert wird. Weitere Einzelheiten der israelitischen Geschichte wurden bis vor Kurzem in Form einer Schädelverehrung im Palast von Oyo wachgehalten. Dieser Kultus betraf ursprünglich die getöteten Prinzen der Omriden-Dynastie, die der jahwistischen Revolution des Jehu 841 v. Chr. zum Opfer gefallen waren. Nach dieser Interpretation identifizierten sich die frühen Könige von Oyo mit der noch stark kanaanäisch geprägten israelitischen Dynastie der Omriden. Der streng monotheistische Jehu war ihnen zuwider. Die Absetzung ihrer Vorfahren nach Westen und ihre Migration nach Westafrika erfolgte nach dem Zerfall des assyrischen Weltreiches am Ende des 7. Jahrhunderts v. Chr. Aus der dynastischen Tradition der Oyo-Yoruba ist zu ersehen, dass diese Überlieferungen durch die Abwanderung vormals deportierter Israeliten im Anschluss an den Sturz des assyrischen Weltreiches 612 v. Chr. nach Westafrika gelangten.

### Moderne Gemeinschaften

#### In Kenia
Eine verhältnismäßig kleine aufstrebende Gemeinde hat sich in Laikipia, Kenia gegründet und ihren christlichen Glauben gegen das „reine Judentum“ verlassen. Es gibt gegenwärtig schätzungsweise 5000 Mitglieder. Diese Gruppe unterhält Beziehungen zur Bewegung der „Schwarzen Hebräer“. Ihre anfangs christlich-messianische Haltung sahen sie später als inkompatibel mit dem Judentum an und warten jetzt darauf, im reinen Judentum unterwiesen zu werden. Einige jüngere Kinder dieser Gemeinde sind in die Abayudaya-Schulen in Uganda geschickt worden, um im Judentum und anderen Themen unterwiesen zu werden.

#### Haus Israel in Ghana
Das Haus von Israel ist eine Gemeinde von Sefwi Wiawso und von Sefwi Sui in Westghana, die die Nachkommenschaft ihrer Sefwi-Vorfahren von Juden behauptet, die südwärts zur Elfenbeinküste abwanderten. Die ununterbrochene jüdische Praxis dieser Gemeinde geht jedoch nur auf die frühen 1970er zurück.

#### Juden von Rusape in Simbabwe
Die Juden von Rusape, Simbabwe behaupten eine althebräische Stammesverwandtschaft; demnach seien die meisten Völker der Schwarzafrikaner (besonders die Bantu) tatsächlich althebräischen Ursprungs. Jedoch geht die jüdische Aktivität in der Rusape Gemeinde lediglich auf den Anfang des 20. Jahrhunderts zurück; in diesem Fall auf 1903. Obwohl diese Gemeinde nicht mehr an Jesus als Messias wie die Christen glaubt, glaubt sie, Jesus sei ein Prophet gewesen, da jedoch alle Menschen Propheten seien, habe Jesus keinen besonderen Status. Zurzeit bewegt sich die Gemeinde in Richtung des Mainstream-Judentum. Sie glaubt, die Mehrheit der afrikanischen Völker seien Nachkommen der zwölf verlorenen Stämme Israels und die meisten Afrikaner übten hebräisches Brauchtum.

## Sephardim und Mizrahim

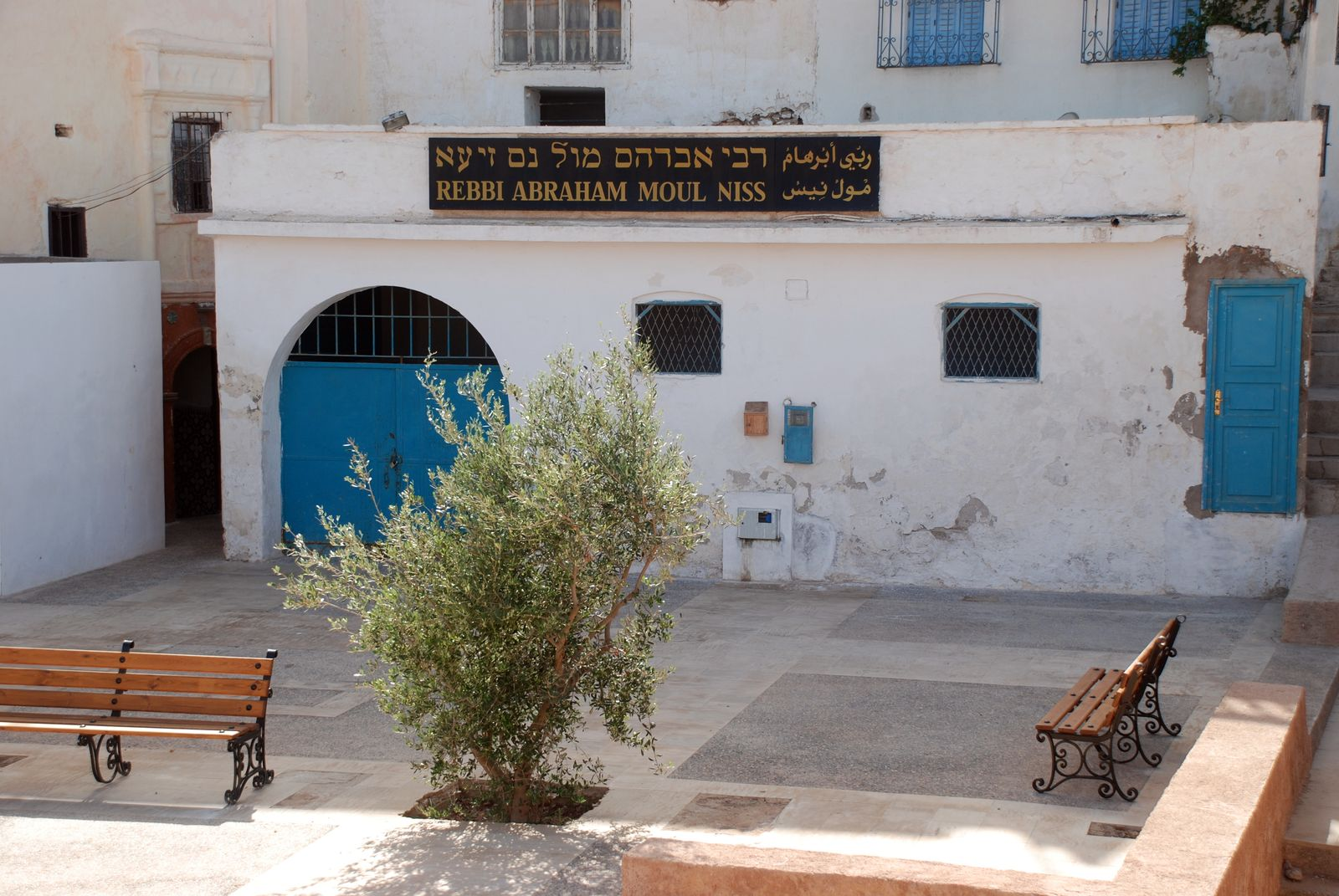
Geschlossene Synagoge in Azemmour, Marokko

Von den lange Zeit ansässigen jüdischen Gemeinden in Marokko, Tunesien und den spanischen Städten Ceuta und Melilla sowie der starken jüdischen Gemeinde in Djerba, Tunesien, sind nur noch Reste verblieben. Wie in der übrigen arabischen Welt sind die meisten seit Ausrufung des Staates Israel ausgewandert bzw. vertrieben worden zumeist nach Israel, Frankreich oder Spanien. Der größte Zustrom von Juden nach Afrika erfolgte nach der spanischen Reconquista und der bald danach erfolgten Vertreibung der Juden aus Spanien, Portugal und Sizilien 1492. Viele dieser sephardischen Juden ließen sich in Nordafrika nieder.

### Libyen
Siehe Hauptartikel Geschichte der Juden in Libyen

### Mali
In Mali leben einige tausend Menschen unzweifelhaft jüdischer Herkunft in Timbuktu. Im 14. Jahrhundert wanderten viele Mauren und Juden auf der Flucht vor den Spaniern nach Süden in die Gegend von Timbuktu, damals Teil des Songhaireiches. Unter ihnen war die Kehath- (Ka'ti) Familie, Nachkommen des Ismael Jan Kot vom Al-yahudi von Scheida, Marokko. Die Söhne dieser bedeutenden Familie gründeten drei Dörfer bei Timbuktu, die noch heute bestehen – Kirshamba, Haybomo und Kongougara. 1492 kam Askia Muhammed im einst toleranten Gebiet von Timbuktu an die Macht und stellte die Juden vor die Alternative Konversion zum Islam oder Vertreibung. Das Judentum in Mali wurde verboten, wie im gleichen Jahr im katholischen Spanien. Der Historiker Leo Africanus schrieb 1526: „Der König (Askia) ist ein erklärter Feind der Juden. Er verbietet ihnen, in der Stadt zu wohnen. Wenn er hört, ein Berber-Kaufmann besuche sie oder treibe Handel, beschlagnahmt er seine Waren.“
Die Kehath-Familie konvertierte mit den übrigen Nichtmuslimen. Die Cohens, die vom marokkanischen islamisierten jüdischen Händler El-Hadj Abd-Al-Salam Al Kuhin abstammen, kamen im 18. Jahrhundert in die Region Timbuktu, die Familie Abana Anfang des 19. Jahrhunderts. Nach Prof. Michel Abitbol im Center for the Research of Moroccan Jewry in Israel reiste Rabbi Mordoche Aby Serour Ende des 19. Jahrhunderts mehrmals als wenig erfolgreicher Straußenfedern- und Elfenbeinhändler nach Timbuktu. Ismael Diadie Haidara, Historiker aus Timbuktu, fand althebräische Texte unter den historischen Aufzeichnungen der Stadt. Bei genealogischen Untersuchen erfuhr er, dass er selbst von marokkanisch-jüdischen Händlern der Abana-Familie abstammte. Als er Älteste in den Dörfern seiner Verwandten interviewte, entdeckte er, dass das Bewusstsein der jüdischen Identität der Familie aus Furcht vor Verfolgung als Geheimnis bewahrt blieb.

### Marokko

#### Geschichte

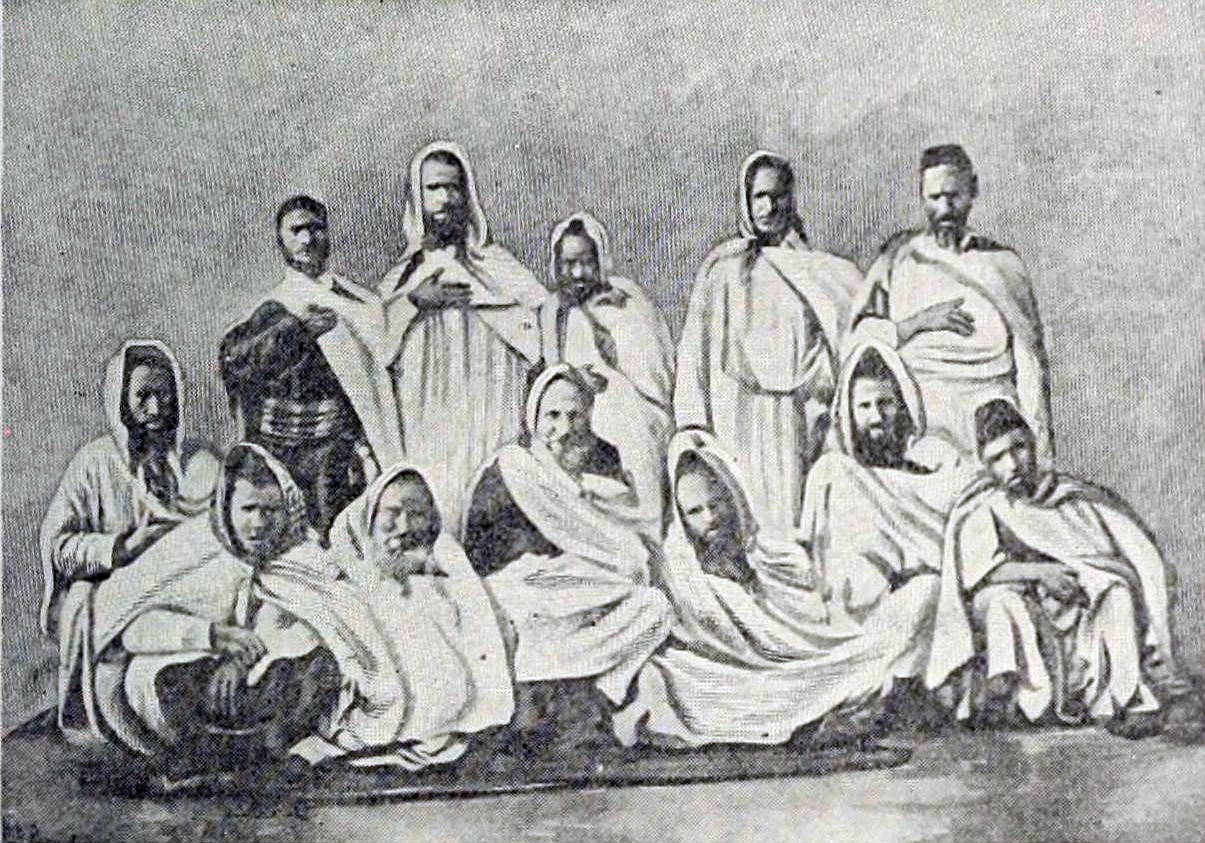
Jüdische Berber im Atlas, um 1900

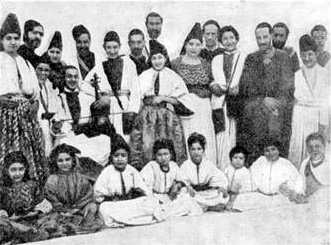
Juden in Fès um 1900

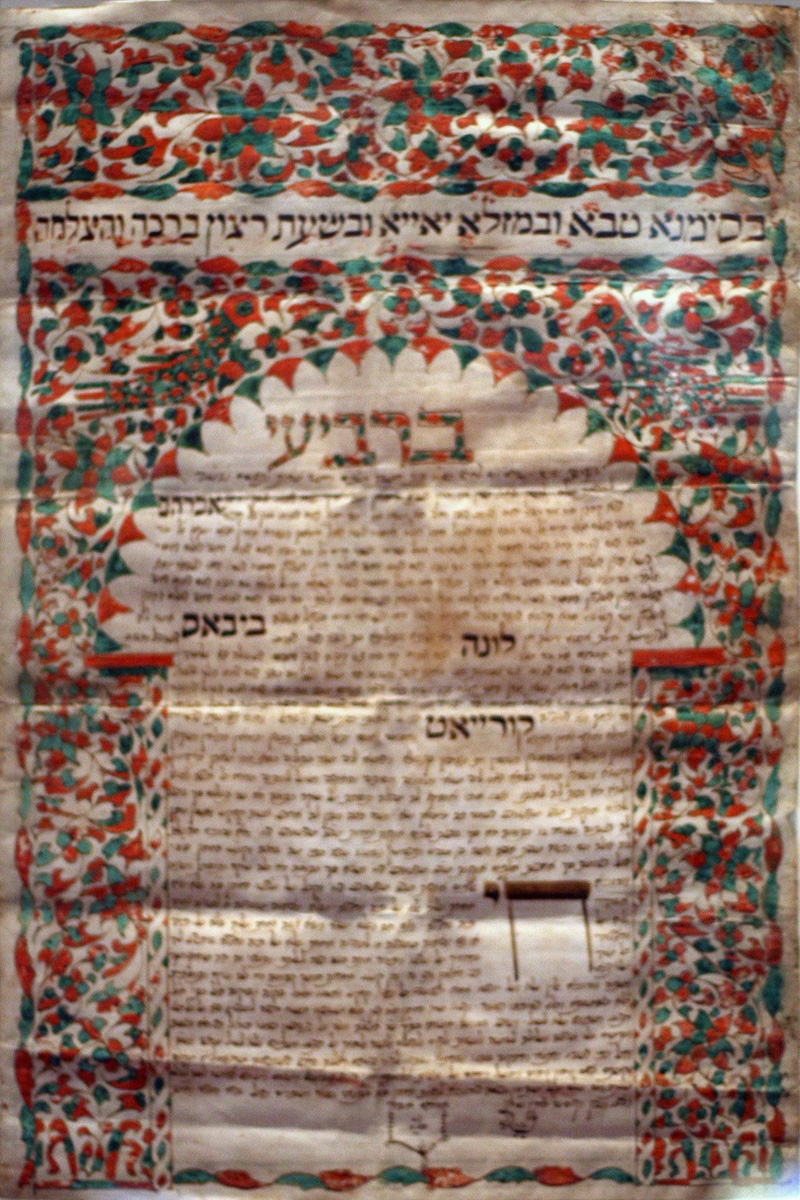
Jüdischer Heiratskontrakt, Tétouan 1837

Eine jüdische Präsenz auf dem Gebiet des heutigen Marokkos gab es mindestens seit der Zeit des Römischen Reiches. Insbesondere nach der Zerstörung des zweiten Tempels im Jüdischen Krieg im Jahr 70 kam eine Welle jüdischer Einwanderer.
Im 7. Jahrhundert kam eine weitere Welle von jüdischen Einwanderern, die aus dem Westgotenreich auf der Iberischen Halbinsel stammten.
Nach der Eroberung durch Araber im Rahmen der Islamischen Expansion entwickelten sich Fez zu dem Zentrum der jüdischen Bevölkerung in Marokko, bis zum Pogrom von Fez im Jahr 1033 mit 6000 jüdischen Opfern.
Unter der Herrschaft der Almohaden von 1147 bis 1269 wurden die Juden gezwungen sich zwischen der Bekehrung zum Islam oder dem Tod zu entscheiden. Viele Juden entschieden sich zur Bekehrung oder gab dies zumindest vor. Aufgrund der vielen Ähnlichkeiten zwischen jüdischer und islamischer Religion konnten die Juden ihren Glauben unter dem Deckmantel des Islam heimlich aufrechterhalten.
Unter den Nachfolgern der Almohaden wurde die Verfolgung der Juden eingestellt und sie kamen unter dem Schutz des Dhimma-Status. Dieser ermöglichte es ihnen als Händler (=Goldhandel mit der Sahara) Verwalter, auch von Gütern des Sultans und Ärzten tätig zu sein.
Ab dem Jahr 1391, nach Pogromen in Spanien und besonders nach dem Alhambra-Dekret von 1492 der alle Juden aus Spanien vertrieb, sowie ab 1496 nach einem ähnlichen Dekret in Portugal kam es zu einer weiteren Einwanderungswelle. Diese sephardischen Juden wurden innerhalb des Judentums in Marokko zur prägenden Gruppierung. Nach mehreren Generationen assimilierten sie sich mit der ursprünglichen jüdischen Bevölkerung den toshavim.
Juden in Marokko mussten die übliche Abgabe für Nichtmuslime, die Dschizya, eine Kopfsteuer für jeden erwachsenen Mann entrichten. Die Gemeinden waren insgesamt zahlungspflichtig, legten die Abgaben aber entsprechend dem Vermögen auf die Gemeindemitglieder um. Zur Dschizya kam die Hadiya, eine Sonderabgabe zu den großen Feiertagen, aber auch für alle Bewohner gültige Zahlungen, wie etwa zur Befestigung der jeweiligen Stadt.

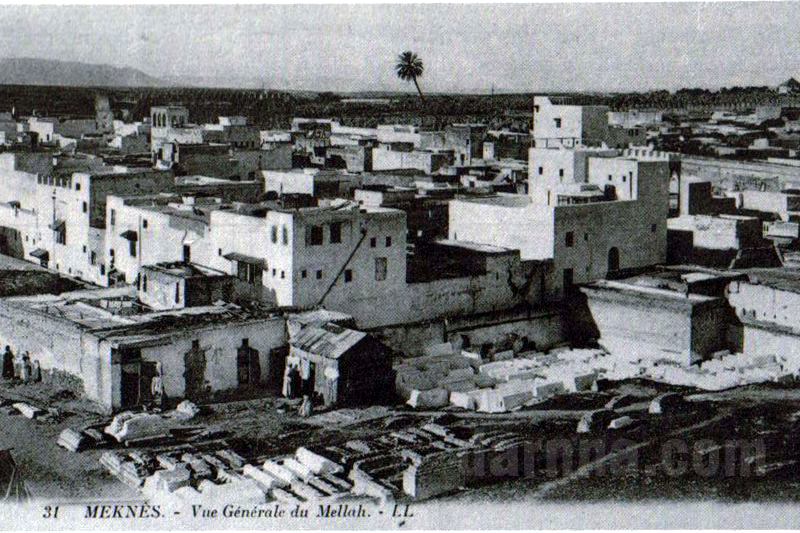
Die Mellah von Meknès auf einer Postkarte vom Anfang des 20. Jahrhunderts

Die Regierung sicherte im Gegenzug die Sicherheit der Handelswege zu, in vielen Städten richtete sie Mellahs ein, eigene Stadtviertel für Juden, ähnlich den Ghettos in Europa. Die erste Mellah wurde 1438 in Fès von Abdalhaqq II. eingerichtet, dem letzten Sultan der Meriniden. Ein Jahr zuvor war das Grab mit dem unversehrten Leichnam von Idris II. gefunden worden. Damit war die Absicht verbunden, den Kult um die Idrisiden und ihre scherifische Abstammung wiederaufleben zu lassen, was das Ansehen des Merinidenherrschers stärken sollte. In einer Atmosphäre religiöser Begeisterung verbreitete sich die Meldung, in den Moscheen von Fès sei Wein gefunden worden, was sogleich den Juden angelastet wurde. Daraufhin begann ein Massaker. Zu ihrem Schutz ließ Abdalhaqq die Juden aus ihrem bisherigen Stadtviertel Kairouan in der Medina in die befestigte Neustadt Fès Djedid bringen, wo auf einem salzigen (arabisch mellah) Gelände ihr neues Wohnviertel entstand. Auch an anderen Orten wurden Mellahs, häufig in der Nähe des königlichen Palastes oder der Kasbah des Gouverneurs errichtet. Im 19. Jahrhundert waren solcherlei jüdische Viertel in ganz Marokko üblich.
1465 kam es in Fès während eines Aufstands gegen die Meriniden zu einem der umfangreichsten Pogrome in der marokkanischen Geschichte, in dessen Verlauf die jüdische Gemeinde fast ausgerottet wurde.
Der Wattasidensultan Mulai Muhammad esch-Scheikh (1472–1505) gestattete den zwangsweise zum Islam bekehrten, zu ihrem Glauben zurückzukehren.
Im 16. Jahrhundert erholte sich die dezimierte Gemeinde, wozu die ab 1492 in großer Zahl aus Spanien fliehenden Sephardim beitrugen. Sie erlangten eine enorme Mobilität und reisten im gesamten islamischen Gebiet, vielfach auch in das europäische. Trotz des gesellschaftlichen Aufstiegs waren die Juden marginalisiert. Sie lebten in ghetto-ähnlichen Stadtteilen, die es im islamischen Bereich sonst nur in Persien gab. Sie mussten auffällige Fußkleidung tragen – in Fès waren dies Strohsandalen – und versahen verachtete Arbeiten, wie das Leeren der Sickergruben. Ähnliches galt für die Berufe der Gerber, Fleischer oder Henker.
Das ursprünglich gesprochene Aramäisch war längst verschwunden, auch das Griechische und das kaum übernommene Latein verschwanden langsam zugunsten des Arabischen. Einzig Hebräisch überstand in der Liturgie und der Dichtkunst. Das Arabische dominierte in der Philosophie und Naturwissenschaft, erst recht in Handel und Verwaltung.
Die Bewohner Marokkos nannten die zugewanderten Juden von der iberischen Halbinsel „die Vertriebenen“ oder Megoraschim. Die Zuwanderer wiederum nannten die marokkanischen Juden häufig Forasteros (Fremde) oder Berberiscos. Sie sprachen untereinander noch im 18. Jahrhundert Kastilisch, was ihnen zugleich den Handel mit den Ländern Europas erleichterte. Sie wurden unter Mulai Ismael nicht nur zu Händlern des Sultans, sondern auch zu seinen Diplomaten und Finanziers. Beim Handel diente zunehmend Livorno, wo sich eine jüdische Gemeinde angesiedelt hatte, als Drehscheibe für das westliche Mittelmeer. Bei den Kontakten mit Spanien waren vor allem die Juden von Tanger von großer Bedeutung. Spätestens Ende des 17. Jahrhunderts kontrollierten sie praktisch den gesamten Außenhandel Salés. Darüber hinaus waren sie für die Einziehung der Zölle verantwortlich, die sie häufig vom Sultan pachteten. Auch waren sie die wichtigsten Kreditgeber. Den europäischen Besuchern stach ins Auge, dass sie den Handel mit Sklaven und Gefangenen steuerten, Lösegelder in enormem Umfang flossen durch ihre Hände. Die Verhandlungen wurden oftmals in Amsterdam oder anderen Metropolen geführt. So erhielt 1696 anlässlich des Gefangenenaustauschs zwischen Portugal und Marokko ein Amsterdamer Jude 60.000 Piaster. Dieser Verbindungsmann war vom Schatzmeister des Sultans ausgewählt worden, der wiederum ein Angehöriger der jüdischen Maymoran-Familie war. Neben ihnen waren die Toledano und Sasportas von großem Einfluss. Joseph Toledano gelang 1683 in Amsterdam der Abschluss eines Vertrages zwischen Marokko und den Generalstaaten. Umgekehrt bedienten sich die Generalstaaten Angehöriger ihrer eigenen jüdischen Gemeinden, wenn Verhandlungen mit Marokko geführt werden sollten. So begleiteten 1682 Joseph und Jakob Mesquita den holländischen Konsul nach Marokko. 1699 war es Guidòn Méndez, der den Posten des Konsuls in Marokko bekleidete. Auf dieser obersten Ebene konnte nur noch Moise Ben 'Attar mitspielen, der Leiter der Gemeinde Taroudant gewesen und von dort nach Meknès gegangen war, bevor er bei Sultan Mulai Ismail zu höchster Macht aufstieg. Der traditionelle Schutz der Juden durch den Sultan bestand fort. Noch Sultan Mohammed V. machte die in Tanger lebenden Juden zu marokkanischen Staatsbürgern und verweigerte deren vom Deutschen Reich und Vichy-Frankreich verlangte Deportation.
Diese Abhängigkeit war nicht ohne Risiko. Als 1663 der Sultan starb, wurde die zuvor reiche und einflussreiche Familie Palache praktisch nicht mehr erwähnt. Auch war der Aufenthalt in Spanien für Juden höchst gefährlich, die leicht mit der Inquisition in Konflikt geraten konnten. Dennoch bestand das System der wechselseitigen Abhängigkeiten fort. Unter Mulai Muhammad hießen die großen Favoriten des Sultans Mordechai Chriqui, Mess'ud ben Zikri oder Samuel Sumbel, der eine Gesandtschaft nach Dänemark führte. Unter Mulai Suleiman (1792–1822) waren dies die Minister Mesud und Meir Cohen, die den Sultan zudem am englischen Hof repräsentierten.
Der Erste Französisch-Marokkanische Krieg von 1844 brachte den marokkanischen Juden neues Elend und Misshandlung, vor allem denen von Mogador, dem heutigen Essaouira. Am 22. September 1859 wurde mit Beginn des Spanisch-Marokkanischer Krieges die Mellah von Tetuan geplündert.
1912, inmitten eines Aufstandes gegen die französische Kolonialherrschaft, drangen rebellische marokkanische Soldaten in die Mellah von Fez ein und stoppten erst, nachdem französische Artilleriegeschosse in dem jüdischen Viertel geschlagen sind. Mehr als 50 Juden wurden getötet und Hunderte von Häusern und Geschäften zerstört oder beschädigt.
Während des Zweiten Weltkrieges lehnte Sultan Mohammed V. den Plan der französische Vichy-Regierung ab, Marokkos Viertelmillion Juden in die Vernichtungsfabriken Europas zu deportieren.
Im Juni 1948, kurz nach der Gründung Israels und mitten im ersten arabisch-israelischen Krieg, brachen in Oujda und Djerada Pogrome gegen Juden aus, und in Alcazarquivir wurden 44 Juden getötet. 1948/9 verließen 18.000 Juden das Land nach Israel. Danach verlangsamte sich die Auswanderung nach Israel auf ein paar tausend pro Jahr. Weitere Juden wanderten nach Frankreich und Kanada aus.
Nachdem Marokko 1956 die Unabhängigkeit erlangt hatte, stieg die Auswanderung nach Israel stark an. Sie stieg von 8.171 im Jahr 1954 auf 24.994 im Jahr 1955, was 1956 weiter zunahm. Ab 1956 war die Auswanderung nach Israel bis 1961 verboten, ging aber illegal weiter. 1961 lockerte die Regierung die Auswanderungsgesetze nach Israel als Teil eines Abkommens mit Israel, das eine Zahlung an Marokko für jeden Juden beinhaltete, der das Land nach Israel verließ.
Am 10. Januar 1961 sank die Egos mit 44 jüdischen Flüchtlingen an der Nordküste Marokkos. Die Flüchtlinge sollten nach Gibraltar und dann weiter nach Israel gebracht werden. Zwischen November 1961 und Frühling 1964 brachte der Mossad in der Operation Jachin ca. 80.000 marokkanische Juden außer Landes.
Der Sechstagekrieg 1967 führte weltweit zu verstärkten arabisch-jüdischen Spannungen, auch in Marokko. Es folgte eine neue Auswanderungswelle, die nach Frankreich, in die kanadische Provinz Quebec und nach Israel ging.
Am 16. Mai 2003 kam es in Casablanca zu aufeinander abgestimmte Selbstmordanschläge auch auf jüdische Einrichtungen.

#### Demografie
| Jahr   | 1948    | 1971   | 2018  |
| Anzahl | 250.000 | 35.000 | 2.200 |

Quellen: 1948
Im Jahr 2018 betrug die Gesamtzahl der Juden in Marokko 2.200. In Israel lebten zur gleichen Zeit fast 1.000.000 Juden marokkanischer Abstammung, etwa 15 % der Gesamtbevölkerung des Landes.

#### Alija nach Israel
| Zeitraum | 1948-1951 | 1952-1960 | 1961-1971 | 1972-1979 | 1980-1989 | 1990-1999 | 2000-2006 |
| Anzahl   | 28.263    | 95.945    | 130.507   | 7.780     | 3.809     | 2.623     | 1.657     |

Quelle

#### Gebäude
- Aben-Danan-Synagoge in Fez

### Mosambik
Siehe auch: Synagoge von Maputo
Historisch existierte eine jüdische Gemeinde in Maputo, Mosambik, die aber in der Unabhängigkeitszeit fast vollständig verschwand. Zum Ende des Bürgerkrieges erlangte die jüdische Gemeinde ihr ursprüngliches Synagogengebäude zurück. In den 2000er Jahren wurde diese saniert und 2013 neu geweiht. Seitdem finden dort wieder regelmäßig Gottesdienste statt.

### São Tomé und Príncipe
siehe Hauptartikel Geschichte der Juden von São Tomé
König Manuel I. von Portugal verbannte um 1500 ca. 2000 jüdische Kinder nach São Tomé und Príncipe. Die meisten von ihnen starben, aber Anfang der 1600er „stellte der örtliche Bischof voller Ekel fest, dass noch jüdische Bräuche auf der Insel gepflegt wurden und kehrte nach Portugal zurück wegen seiner Verärgerung über sie.“ Obgleich das jüdische Brauchtum über die Jahrhunderte verblasste, achten teilweise Menschen in São Tomé und Príncipe ihre Herkunft aus dieser Bevölkerungsgruppe. Ähnlich wurden zahlreiche portugiesische Juden nach ihrer Zwangskonversion zum Katholizismus nach São Tomé verbannt.

## Aschkenasim
Es gibt bedeutende, meist aschkenasische jüdische Gemeinden in Südafrika (siehe Geschichte der Juden in Südafrika). Diese Juden kamen zumeist vor dem Zweiten Weltkrieg aus Litauen, andere haben Wurzeln in Großbritannien, Deutschland und Osteuropa. Zu ihnen zählen die kleinen europäischen jüdischen Gemeinden in Namibia (Südwestafrika), Simbabwe (Südrhodesien), Lesotho (Basutoland), Eswatini, Botswana (Betschuanaland), Demokratischen Republik Kongo (Belgisch-Kongo/Zaire), Kenia, Malawi (Njassaland), Sambia (Nordrhodesien); diese hatten normalerweise Synagogen und sogar offizielle jüdische Schulen in den Hauptstädten dieser Länder gegründet.

## Übersicht nach Staaten
Anerkannte Juden in den afrikanischen Staaten:
| Staat                        | Gesamtbevölkerung | ‰ Anteil  | Juden   | Bemerkung                                |
| ---------------------------- | ----------------- | --------- | ------- | ---------------------------------------- |
| Ägypten                      | 80 335 036        | 0,0012 ‰  | 100     |                                          |
| Äquatorialguinea             | 551 201           | 0         | keine   |                                          |
| Äthiopien                    | 76 511 887        | 0,0013 ‰  | 100     | Siehe Beta Israel                        |
| Algerien                     | 33 333 216        | 0,003 ‰   | 100     |                                          |
| Angola                       | 12 263 596        | 0         | keine   |                                          |
| Benin                        | 8 078 314         | 0         | keine   |                                          |
| Botswana                     | 1 815 508         | 0,055 ‰   | 100     |                                          |
| Burkina Faso                 | 14 326 203        | 0         | keine   |                                          |
| Burundi                      | 8 390 505         | 0         | keine   |                                          |
| Demokratische Republik Kongo | 65 751 512        | 0,0015 ‰  | 100     |                                          |
| Dschibuti                    | 496 374           | 0         | Keine   | Siehe Geschichte der Juden von Dschibuti |
| Elfenbeinküste               | 18 013 409        | 0         | keine   |                                          |
| Eritrea                      | 4 906 585         | 0,0002 ‰  | 1       |                                          |
| Eswatini                     | 1 133 066         | 0         | keine   |                                          |
| Gabun                        | 1 454 867         | 0         | keine   |                                          |
| Gambia                       | 1 688 359         | 0         | keine   |                                          |
| Ghana                        | 22 931 299        | 0,035 ‰   | 800     |                                          |
| Guinea                       | 9 947 814         | 0         | keine   |                                          |
| Guinea-Bissau                | 1 472 780         | 0         | keine   |                                          |
| Kamerun                      | 18 060 382        | 0         | keine   |                                          |
| Kap Verde                    | 423 613           | 0         | keine   |                                          |
| Kenia                        | 36 913 721        | 0,0108 ‰  | 400     |                                          |
| Komoren                      | 711 417           | 0         | keine   |                                          |
| Republik Kongo               | 3 800 610         | 0         | keine   |                                          |
| Lesotho                      | 2 125 262         | 0         | keine   |                                          |
| Liberia                      | 3 195 931         | 0         | keine   |                                          |
| Libyen                       | 6 036 914         | 0         | keine   | Siehe Geschichte der Juden in Libyen     |
| Madagaskar                   | 19 448 815        | 0,005 ‰   | 100     |                                          |
| Malawi                       | 13 603 181        | 0         | keine   |                                          |
| Mali                         | 11 995 402        | 0,004 ‰   | 50      |                                          |
| Marokko                      | 33 757 175        | 0,168 ‰   | 5 700   |                                          |
| Mauretanien                  | 3 270 065         | 0         | keine   |                                          |
| Mauritius                    | 1 250 882         | 0,16 ‰    | 200-300 | Siehe Geschichte der Juden in Mauritius  |
| Mosambik                     | 20 905 585        |           | 20      |                                          |
| Namibia                      | 2 055 080         | 0,056 ‰   | 115     |                                          |
| Niger                        | 12 894 865        | 0         | keine   |                                          |
| Nigeria                      | 135 031 164       | 0,00074 ‰ | 100     |                                          |
| Ruanda                       | 9 907 509         | 0         | keine   |                                          |
| Sambia                       | 11 477 447        | 0         | keine   |                                          |
| São Tomé und Príncipe        | 199 579           | 0         | keine   | Siehe Geschichte der Juden von São Tomé  |
| Senegal                      | 12 521 851        | 0         | keine   |                                          |
| Seychellen                   | 81 895            | 0         | keine   |                                          |
| Sierra Leone                 | 6 144 562         | 0         | keine   |                                          |
| Simbabwe                     | 12 311 143        | 0,062 ‰   | 764     |                                          |
| Somalia                      | 9 118 773         | 0         | keine   |                                          |
| Sudan                        | 39 379 358        | 0         | keine   |                                          |
| Südafrika                    | 43 997 828        | 1,648 ‰   | 72 500  | Siehe Geschichte der Juden in Südafrika  |
| Tansania                     | 39 384 223        | 0         | keine   |                                          |
| Togo                         | 5 701 579         | 0         | keine   |                                          |
| Tschad                       | 9 885 661         | 0         | keine   |                                          |
| Tunesien                     | 10 276 158        | 0,146 ‰   | 1 500   |                                          |
| Uganda                       | 30 262 610        | 0,025 ‰   | 750     |                                          |
| Westsahara                   | 382 617           | 0         | keine   |                                          |
| Zentralafrikanische Republik | 4 369 038         | 0         | keine   |                                          |
| Zusammen                     | 934 253 429       | 0,094 ‰   | 87 920  |                                          |

Quelle: www.ajcarchives.org, Stand 2005

### Allgemein
- Ken Blady: Jewish Communities in Exotic Places. Jason Aronson, Jerusalem 2000, ISBN 0-76-576112-2.
- Édith Bruder: Black Jews of Africa. Oxford 2008.
- Samuel Kurinsky: Jews In Afrika: Old Black African Relations. Fact Paper 19-II.
- Tudor Parfitt: The Lost Tribes of Israel: The History of a Myth. London 2002.
- Karen Primak: Jews in Places You Never Thought of. Ktav Publishing, New York 1998.
- Monroe Rosenthal, Isaac Mozeson: Wars of the Jews: A Military History from Biblical to Modern Times. Hipporcrene Books, New York 1990.
- Joseph J. Williams: Hebrewisms of West Afrika: From Nile to Niger With the Jews. The Dial Press, New York 1931.

### Nordafrika
- Alma Rachel Heckman: The Sultan’s Communists: Moroccan Jews and the Politics of Belonging. Stanford University Press, Palo Alto 2020, ISBN 978-1-5036-1380-5.
- Colette Bismuth-Jarrassé, Dominique Jarrassé: Synagogues de Tunisie: monuments d'une histoire et d'une identité.  Éditions Esthétiques, Le Kremlin-Bicêtre 2010, ISBN 978-2-9533041-2-1.
- Rick Gold: The Jews of Timbuktu. In: Washington Jewish Week. 30. Dezember 1999.
- Ismaël Diadié Haïdara: Les Juifs à Tombouctou, or Jews of Timbuktu. Recueil de sources écrites relatives au commerce juif à Tombouctou au XIXe siècle. Editions Donniya, Bamako 1999, ISBN 2-911741-16-1.
- William F. S. Miles: Afro-Jewish encounters: from Timbuktu to the Indian Ocean and beyond. Markus Wiener Publishers, Princeton 2014, ISBN 978-1-55876-582-5.
- Rainer Oßwald: Die Handelsstädte der West-Sahara. Die Entwicklung der arabisch-maurischen Kultur von Šinqīt, Wādān, Tīšīt und Walāta. Dietrich Reimer, Berlin 1986. (Marburger Studien zur Afrika- und Asienkunde. Bd. 39), ISBN 3-496-00853-9.
- Abderrahman ben Abdallah ben ʿImrān ben ʿĀmir Es-Saʿdi (Übersetzung: Octave Houdas): Tarikh es-Soudan. Leroux, Paris 1900.
- Sam Timinsky: Jews in Afrika. Teil 1: The Berbers and the Jews. Hebrew History Federation.

### Äthiopien
- Tudor Parfitt, Emanuela Trevisan Semi: Jews of Ethiopia: the Birth of an Elite. Routledge, London u. a. 2005.
- Muse Tegegne: Stigma „Gojjam“: The Abbyssianian Pariah Orits. Guihon Books, University of Geneva, 1993.

### Nigeria
- Ilona Remy, Ehav Eliyahu: Igbos, Jews in Afrika? Volume 1, Mega Press, Abuja 2004.
- C. K. Meek: Northern Tribes of Nigeria. Volume 1, Oxford, S. 66 (Songhay).

### Mauritius
- Ronald Friedman: Exil auf Mauritius 1940 bis 1945: Report einer "demokratischen" Deportation jüdischer Flüchtlinge, Berlin 1999.
- Geneviève Pitot: The Mauritian Shekel: The Story of Jewish Detainees in Mauritius, 1940-1945, Lanham 2000.

### Kapverden und Guinea
- Richard Lobban: Jews in Cape Verde and on the Guinea Coast. University of Massachusetts-Dartmouth, 11. Februar 1996.

### Kanaanäisch-israelitische Gesellschaft Westafrikas
- Samuel Johnson: History of the Yorubas. London 1921.
- Dierk Lange: Ancient Kingdoms of West Africa: Africa-Centred and Canaanite-Israelite Perspectives – A Collection of Published and Unpublished Studies in English and French. Dettelbach 2004.
- The Mune-Symbol as the Ark of the Covenant between Duguwa and Sefuwa (in ancient Kanem). (PDF; 509 kB) In: Borno Museum Society Newsletter. 66-67 (2006), S. 15–25.
- Biblical patriarchs from a pre-canonical source mentioned in the Dīwān of Kanem-Bornu. (PDF; 196 kB) In: Zeitschrift für Alttestamentliche Wissenschaft. 121, 4 (2009), S. 588–597.
- Afrika südlich der Sahara: Von den Sakralstaaten zu den Großreichen. (PDF; 3,9 MB) In: J. Fried, E.-D. Hehl (Hrsg.): Weltdeutungen und Weltreligionen 600-1500. Bd. III, WBG-Weltgeschichte, Darmstadt 2010, S. 103–116.
- The Founding of Kanem by Assyrian Refugees ca. 600 BCE: Documentary, Linguistic, and Archaeological Evidence. (PDF; 1,6 MB) Boston 2011.
- Origin of the Yoruba and the "Lost Tribes of Israel". (PDF; 593 kB) In: Anthropos. 106, 2011, S. 579–595.
- N. Levtzion, Th. Hopkins: Corpus of Early Arabic Sources for West African History. Cambridge 1981.

### Sao Tomé und Principe
- Robert Garfield: A History of São Tomé Island, 1470-1655. San Francisco 1992.

### Lemba
- Magdel Le Roux: The Lemba: A Lost Tribe of Israel in South Africa? Pretoria 2003.

### Allgemein
- Afrikanet: Die schwarzen Juden
- ISSAJ – International Society for the Study of African Jewry
- Resources>Jewish communities>Magreb (Memento vom 26. Juli 2011 im Internet Archive) The Jewish History Resource Center, Project of the Dinur Center for Research in Jewish History, The Hebrew University of Jerusalem
- Jay Sand's site about African Jews
- Non-Profit Organization Kulanu Assisting Gemeinden throughout the World specifically Afrika -Uganda, Ghana, Nigeria etc...

### Lemba
- Interview with Oxford Professor Tudor Parfitt on PBS concerning the Lemba
- Information about the DNA testing done on the Lemba
- Forensic Biology: Priestly Caste of Jews Linked to Aaron and South African Tribe Might Actually Be Jewish
- African Tribe Presses Bid: Lemba

### Nigeria und Uganda
- Jews of Nigeria: The Aro Empire, by Eze Okafor-Ogbaji
- Ibo Benei Yisrael Yahoo! E-Mail-Liste
- The Awakening & In-Gathering of The Ibos (Memento vom 1. Oktober 2004 im Internet Archive)
- Legends of the Lost Tribes: Documentary series (Episode 3 on Igbos)